# Raoul Declercq
Raoul Declercq (Lebbeke, 10 oktober 1920 - Kessel-Lo, 10 mei 2016) was een Belgisch rechtsgeleerde, hoogleraar aan de Katholieke Universiteit Leuven en magistraat.

## Biografie
Raoul Declercq behaalde de volgende diploma's aan de Katholieke Universiteit Leuven: baccalaureaat in de thomistische wijsbegeerte (1939), licentiaat in de criminologie (1941), doctor in de rechten en licentiaat in het notariaat (1942) en licentiaat in de politieke en sociale wetenschappen (1943). Na zijn studies werkte hij enkele jaren als advocaat.
Vanaf 1948 doceerde hij aan de KU Leuven. Hij was achtereenvolgens assistent, lector, buitengewoon docent en buitengewoon hoogleraar. Hij doceerde voornamelijk vakken gerelateerd aan het strafprocesrecht. In 1989 ging hij met emeritaat.
In 1945 werd Declercq substituut-procureur des Konings in Leuven. In 1965 werd Declercq kabinetschef van minister van Justitie Pierre Wigny (PSC). In 1968 keerde hij terug naar de magistratuur en werd hij substituut-procureur-generaal in Brussel, waar hij later advocaat-generaal werd. Van 1975 tot 1991 was Declercq advocaat-generaal bij het Hof van Cassatie.